# Johannes Nielsen (konstnär)
Johannes Nielsen, född 19 juni 1979 i Falkenberg, är en svensk konstnär.
Nielsen är son till konstnärerna Lise-Lotte Nielsen och Hans Bengtsson och barnbarn till konstnären och galleristen Leif Nielsen.
Innan han var verksam som konstnär arbetade Nielsen som snickare. Nielsen utbildade sig vid Lunds konstskola 2001–2003 och var konstnärsassistent hos Patrick O'Reilly i Dublin, Irland 2003–2005. Han tecknar och målar men är mest känd för sina skulpturer i brons. Han bor och arbetar sedan 2007 tidvis i Beijing, Kina.